# Sątopy, Warmińsko-Mazurskie
Sątopy [sɔnˈtɔpɨ] (German Santoppen) là một ngôi làng thuộc khu hành chính của Gmina Bisztynek, thuộchạt Bartoszycki, Warmińsko-Mazurskie, ở miền bắc Ba Lan. Nó nằm khoảng 8 kilômét (5 mi)  về phía đông của Bisztynek, 26 km (16 mi) về phía đông nam của Bartoszyce và 46 km (29 mi) về phía đông bắc của thủ đô khu vực Olsztyn.
Trước năm 1772, khu vực này là một phần của Vương quốc Ba Lan, 1772-1945 Phổ và Đức (Đông Phổ).
Ngôi làng có dân số 210 người.